# Sonetos del amor oscuro

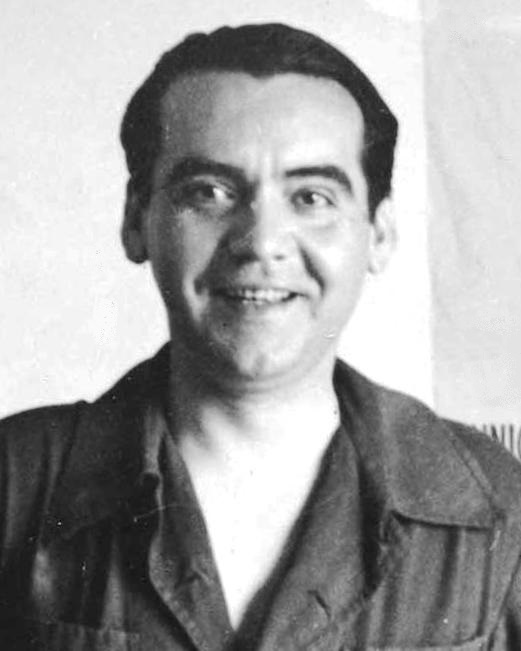
«Su corazón no era ciertamente alegre. Era capaz de toda la alegría del Universo; pero su sima profunda, como la de todo gran poeta, no era la de la alegría. Quienes le vieron pasar por la vida como un ave llena de colorido, no le conocieron. Su corazón era como pocos apasionado, y una capacidad de amor y de sufrimiento ennoblecía cada día más su noble frente. Amó mucho, cualidad que algunos superficiales le negaron. Y sufrió por amor, lo que probablemente nadie supo.»
«Federico» (1937), de Vicente Aleixandre.

Els Sonetos del amor oscuro, o simplement Sonetos, són un recull de sonets escrits durant els seus últims anys de vida pel poeta i dramaturg espanyol Federico García Lorca (Granada, 1898-1936), recopilats i publicats pòstumament. Per tant, no és un llibre definitiu establert per l'autor, i les diferents edicions poden variar, tant en l'índex com en el títol, depenent de les fonts en què es basi l'editor.

## Gestació
Rafael Rodríguez Rapún va ser potser, segons Ian Gibson, «el més profund amor de Lorca». Va substituir a Pedro Miguel González Quijano com a secretari de La Barraca el 1933. Rapún, que no era homosexual, va caure sota l'encant de Lorca; Modesto Higueras, amic de tots dos, assenyalava que «A Rafael li agradaven les dones més que llepar-se els dits, però estava agafat en aquesta xarxa, no agafat, immers en Federico.» Entre 1933 i 1934 Lorca va estar a Argentina, i és de suposar que mantinguessin freqüent correspondència durant els set mesos d'absència de Lorca, encara que no es disposa d'informació sobre això; Rapún va morir el 1937, durant la Guerra Civil Espanyola, com tants amics comuns. La discreció dels amics que van sobreviure i l'absència de cartes i diaris íntims dificulta el seguiment de la seva relació.
Els hereus de Lorca conserven els onze sonets amorosos, escrits pel poeta en paper de cartes amb capçalera de l'Hotel Victoria, de València on, pel que sembla, el poeta va iniciar la sèrie en 1935. El 5 de novembre la companyia de Margarita Xirgu havia donat a conèixer Yerma al Teatre Principal de València, amb gran èxit. Encara que s'havia anunciat la seva presència, Lorca no va arribar a València fins al dia 9, tot i que sí que va estar en el comiat de la companyia el dia 11. El poeta esperava impacient l'arribada des de Madrid del seu «íntim amic», Rafael Rodríguez Rapún; Ian Gibson assenyala que en aquesta època Lorca patia en la seva relació amb Rapún, a causa de l'«activitat heterosexual» del seu jove i atractiu amant, i que el fet que aquest no es presentés a València «se li apareixeria com una expressió d'abandonament», sentiments que s'expressen en «El poeta dice su verdad» i en «Soneto de la carta», escrits en paper de l'hotel on s'allotjava. Quant al «Soneto gongorino en que el poeta manda a su amor una paloma», que possiblement es va inspirar durant aquests dies, cal assenyalar que el jove poeta alcoià Juan Gil-Albert, a qui Lorca conegués breument el 1933 durant una visita a València amb La Barraca, li va enviar el 1935, després de la lectura de Doña Rosita la soltera que Lorca va fer davant Margarida Xirgu i la seva companyia al Principal, «un colomí en una gàbia, que el jove acabava de comprar al mercat de la plaça Redonda.» Gibson diu que el sonet va ser escrit sota la inspiració d'aquest regal, i possiblement, del fet que Gil-Albert li llegís alguns sonets amorosos d'un caràcter homosexual gens ocult. Sembla probable, segons Gibson, que fos també Rapún el destinatari del sonet, i possible que li enviés el colomí al seu amant ausent.
Poc després, a Barcelona, Lorca va parar amb Rapún a l'Hotel Majestic Anglaterra, mentre preparaven la reestrena de Bodas de sangre. Cipriano Rivas Cherif recorda una escena de desesperació del poeta a l'hotel, una nit de festa en què Rapún va desaparèixer amb una de les gitanes d'un local flamenc, després de la qual el poeta li confessà la seva homosexualitat i la seva visió de l'amor: «la normalitat no és ni el teu de conèixer només a la dona, ni el meu. El normal és l'amor sense límits. (· · ·) A allò meu no hi ha tergiversació. Un i altres són com són. Sense intercanvis. No hi ha qui mani, no hi ha qui domini, no hi ha submissió. No hi ha substitució ni imitació. Només abandonament i gaudi mutu. Però es necessitaria una veritable revolució. Una nova moral, una moral de la llibertat sencera. Aquesta és la que demanava Walt Withman.» L'angoixa sentimental que vivia Lorca i la «nova moral» que reivindicava van trobar expressió en els Sonetos del amor oscuro.
En maig de 2012 es va anunciar la publicació de Los amores oscuros, una novel·la de Manuel Francisco Reina que se centra en la relació entre Lorca i el periodista i crític d'art Juan Ramírez de Lucas (Albacete, 1917 - Madrid, 2010), durant els últims díes de vida del poeta.
Ramírez va conservar una sèrie de documents, fruit de la seva truncada relació amb el poeta, que entregà a una de les seves germanes perquè els fes públics després de la seva mort. Destaca una carta, datada el 18 de juliol de 1936, on Lorca incidia en que Ramírez de Lucas (que llavors tenia 19 anys) convencés els seus pares perquè li deixessin acompanyar el poeta a Mèxic, on pensaven escapar del convuls i perillós ambient previ a la guerra civil.
Entre altres documents del poeta es troba un poema dedicat al seu «rubio de Albacete», escrit al dors d'un rebut de maig de 1935 de la Academia Orad, on estudiava Ramírez de Lucas a Madrid. Manuel Francisco Reina creu que aquest poema és indicatiu que els Sonetos del amor oscuro estiguessin dedicats a Ramírez de Lucas i no a Rodríguez Rapún; la seva relació amb Lorca «se rompió antes del viaje de Federico a Nueva York y Uruguay», segons apunta Gibson. Destaca també que Luis Rosales, a la casa del qual va passar el poeta els seus últims díes, va entregar a Ramírez de Lucas, anys després de la mort de Lorca, una carpeta amb tots els sonets mecanografiats que havien trobat a les golfes perquè «pensaban que esos documentos debían quedar en su poder».

### Evolució del projecte
Va ser el seu amic, el també poeta Vicente Aleixandre qui, el 1937, recordava en una evocació publicada a El mono azul que García Lorca li havia fet una lectura, abans de marxar a Granada, de la seva última obra lírica: Sonetos del amor oscuro.
El títol va quedar associat immediatament als poemes, encara que anys més tard el mateix Aleixandre li precisés a Jacques Comincioli, investigador de l'obra de Lorca, que es tractava d'un títol provisional. També Pablo Neruda recordava, en un text de 1968 recollit posteriorment en Para nacer he nacido, que Lorca li va recitar de memòria sis o set «sonets exemplars, d'una increïble bellesa», pertanyents a un llibre complet que va titular Sonetos del amor oscuro.
D'altra banda, a l'abril de 1936, Lorca comentava en una entrevista: «Tinc quatre llibres escrits que seran publicats: Nova York (sic), Sonetos, la comèdia sense títol i un altre». En aquesta mateixa entrevista, Lorca parlava d'un retorn a «les formes de la preceptiva» que emprenia «el grup de poetes joves» a Espanya, després d'un «ampli i assolellat passeig per la llibertat de metre i rima».
Al voltant de l'ambient sonetista l'entorn poètic de Lorca, Gibson comenta la publicació el 1935 d'Abril, de Luis Rosales, amb «una bellíssima seqüència de sonets» titulada «Homenaje a Fernando de Herrera»; el 1936 es va publicar El rayo que no cesa de Miguel Hernández, els Sonetos amorosos de Germán Bleiberg i Misteriosa presencia de Juan Gil-Albert. Gibson especula sobre la possibilitat que el desig de no veure's avantatjat pels joves poetes de la Generació del 36, junt amb la seva admiració pels clàssics, portés a Lorca a reunir els seus sonets, no només els amorosos, en un sol volum.
Un altre títol que surt a la llum en les fonts sobre Lorca és Jardín de los sonetos, esmentat per Luis Rosales en una entrevista al biògraf del poeta Ian Gibson, publicada a la revista Triunfo el 1979. Seria aquest, segons Rosales, un llibre dividit en dues parts, de prop de 35 sonets (els més antics de 1925) i amb una intenció més antològica que temàtica. Claude Couffon va ser el primer investigador a parlar del Jardín de los sonetos, esmentant que Lorca va treballar en el llibre els dies que va romandre refugiat a casa dels Rosales, a Granada, poc abans de la seva prematura mort. Als onze sonets amorosos que conserven els hereus de Lorca, la major part d'ells primers esborranys, s'hi afegien una sèrie de sonets de temàtica diferent, alguns dels quals es remunten a 1924 i altres van ser escrits pel poeta durant la seva estada a Nova York.

## Publicació
Dos dels onze sonets amorosos, «Tengo miedo a perder la maravilla» (també conegut com a «Soneto de la dulce queja») i «El poeta pide a su amor que le escriba», havien aparegut com a apèndix a l'edició del Divan del Tamarit de Rolfe Humphries el 1940. Tres, «Soneto gongorino en que el poeta manda a su amor una paloma», «El poeta dice la verdad» y «El poeta pregunta a su amor por la Ciudad Encantada de Cuenca», van aparèixer per primera vegada el 1980 en una edició per bibliòfil de l'editorial Maeght. Es tracta d'una carpeta de gravats de Miguel Rodríguez Acosta sobre els poemes inèdits de García Lorca.
Els textos els va fixar Mario Hernández, a partir de les còpies manuscrites propietat de la família del poeta, i els va incorporar posteriorment en l'edició publicada el 1981 per Alianza Editorial, que no recull però tota la sèrie de sonets amorosos.
El 1981 es va publicar la traducció al francès d'André Belamich d'onze sonets, incloent els cinc sonets amorosos publicats fins llavors. Que només es disposés de la traducció francesa dels textos de Lorca va provocar la indignació dels estudiosos de la seva obra.

### Sonetos
Aquest mateix 1981 Mario Hernández va realitzar una edició dels Sonetos per Alianza Editorial, juntament amb el Divan del Tamarit i el Llanto por Ignacio Sánchez Mejías. Hernández assenyalava que, malgrat l'atenció que havien aixecat els sonets amorosos, «la varietat de motius inspiradors sembla induir la conseqüència que la seva agrupació unitària no té res a veure amb el designi del poeta». En la seva edició es troben sonets fúnebres («En la muerte de José de Ciria y Escalante», «Epitafio a Isaac Albéniz» y «A Mercedes en su vuelo») al costat d'altres amb un origen purament circumstancial, com passava amb molts sonets barrocs («Soneto de homenaje a Manuel de Falla ofreciéndole unas flores» y el «Soneto a Carmela Cóndon, agradeciéndole unas muñecas»); també afegí dos sonets escrits a Nova York, «Adam» i «Soneto [Yo sé que mi perfil será tranquilo]», amb imatges que recorden l'hermetisme de la seva poesia en aquesta època, i finalment els cinc sonets amorosos publicats fins llavors, potser «els que carreguen amb més llegenda ».
- «En la muerte de José de Ciria y Escalante»
- «Soneto de homenaje a Manuel de Falla ofreciéndole unas flores»
- «Soneto a Carmela Cóndon, agradeciéndole unas muñecas»
- «Adam»
- «Soneto [Yo sé que mi perfil será tranquilo]»
- «El poeta pregunta a su amor por la "Ciudad Encantada" de Cuenca»
- «Soneto gongorino en que el poeta manda a su amor una paloma»
- «El poeta dice la verdad»
- «Soneto de la dulce queja»
- «El poeta pide a su amor que le escriba»
- «Epitafio a Isaac Albéniz»
- «A Mercedes en su vuelo»

### Sonetos del amor oscuro
Al desembre de 1983 es va distribuir una edició no venal, limitada a 250 còpies dels Sonetos del amor oscuro, que deia haver estat realitzada a la tardor de 1983 a Granada. Impresa en tinta vermella sobre paper rosa, amb una coberta vermella, no s'incloïa editor o impremta alguna que atribuís l'edició. Va ser distribuïda per correu, en sobres també vermells amb una etiqueta mecanografiada. El text dels onze sonets apareixia corrupte, pel que es va suggerir que es tractava de la transcripció d'una segona o tercera generació de fotocòpies dels originals manuscrits.
Tot i això l'edició, sobre la qual es van publicar nombrosos articles en els diaris i revistes espanyols, va aconseguir un dels seus presumibles objectius: tres mesos després es realitzava una edició considerablement més fiable i autoritzada dels Sonetos del amor oscuro, preparada per Miguel García-Posada.
Així, el 1984 la família de Lorca va permetre al diari espanyol ABC que fotografiés i publiqués els originals autògrafs dels onze sonets amorosos:
- «Soneto de la guirnalda de rosas»
- «Soneto de la dulce queja»
- «Llagas de amor»
- «Soneto de la carta» («El poeta pide a su amor que le escriba»)
- «El poeta dice la verdad»
- «El poeta habla por teléfono con el amor»
- «El poeta pregunta a su amor por la "Ciudad Encantada" de Cuenca»
- «Soneto gongorino en que el poeta manda a su amor una paloma»
- «¡Ay voz secreta del amor oscuro!»
- «El amor duerme en el pecho del poeta»
- «Noche del amor insomne».

Els sonets anaven precedits d'un text de Miguel García-Posada, «Un monumento al amor», en el qual afirmava que es tractava de «tots» (sic) els sonets d'amor del poeta coneguts fins llavors.

## Anàlisi

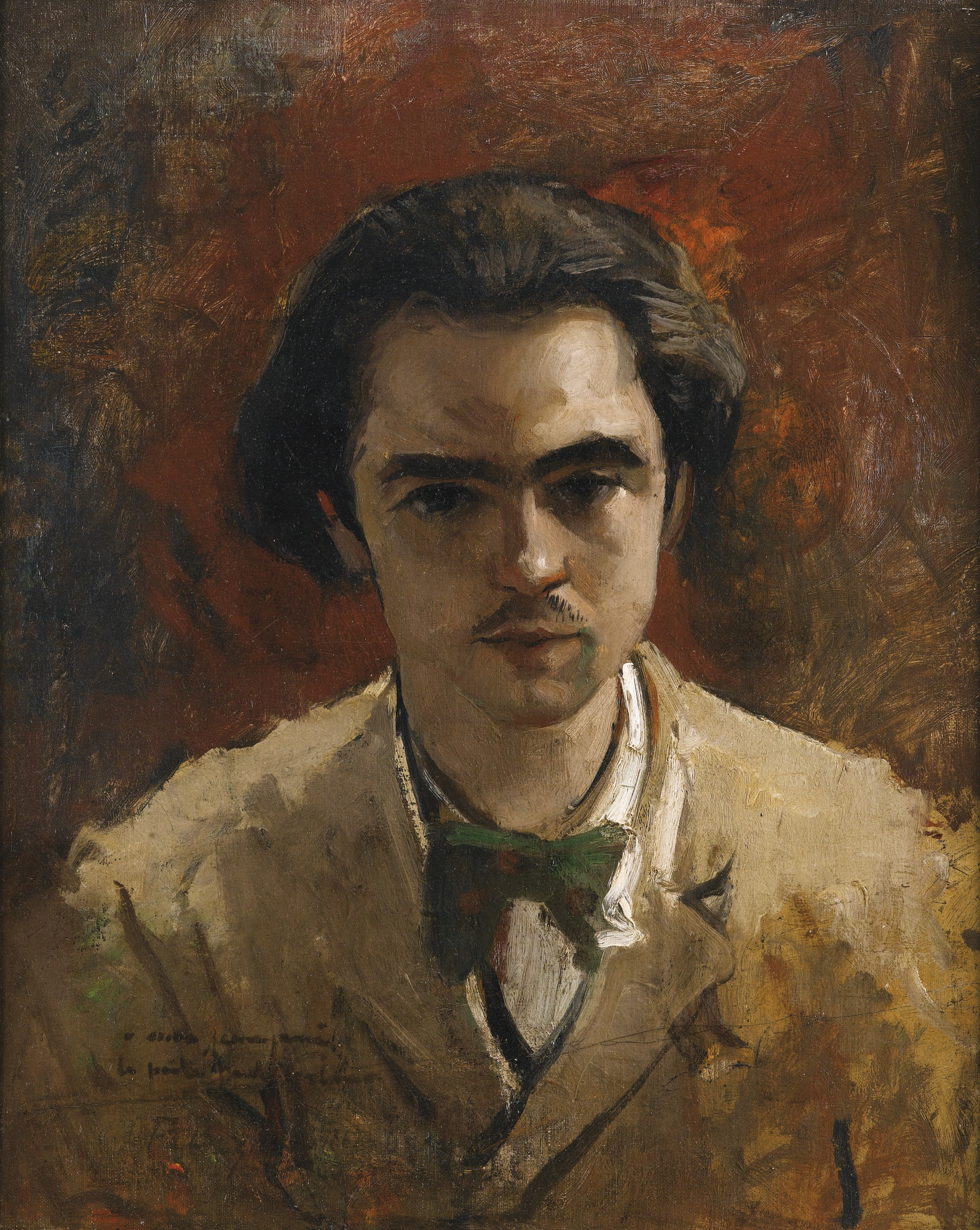
Paul Verlaine, de Gustave Courbet.
«Soy un pobre muchacho apasionado y silencioso que, casi casi como el maravilloso Verlaine, tiene dentro una azucena imposible de regar y presento a los ojos bobos de los que me miran una rosa muy encarnada con el matiz sexual de peonía abrileña, que no es la verdad de mi corazón.»
De la primera carta de Lorca a Adriano del Valle.

### Mètrica
Els sonets de Lorca segueixen el model petrarquià clàssic, de catorze versos hendecasíl·labs amb un esquema de rima abba / abba / cdc / DCD. L'única variació d'aquest esquema es dona en els dos tercets de «El poeta habla por teléfono con el amor», que segueixen un esquema cdc / cdc. L'adhesió estricta del poeta a la forma estròfica del sonet va poder respondre, molt possiblement, a la tendència apuntada per les publicacions dels joves poetes en 1936, any del quart centenari de la mort de Garcilaso, poeta que va tenir un paper primordial en l'establiment del Petrarquisme a Espanya.

### Intertextualitat
Miguel García-Posada apuntava diverses influències en els Sonetos del amor oscuro, fruit de la vasta cultura de García Lorca. Esmentava els Sonets de Shakespeare, recordant una conversa de Lorca amb Joaquín Romero Murube el 1935, en la qual el poeta hauria dit: «Cent sonets, Joaquín, com els de Shakespeare! ». Assenyalava també la coincidència tant de la bellesa i joventut dels destinataris de les dues sèries de sonets com de l'edat dels poetes: «Shakespeare es veu vell; Lorca s'autodefineix com "otoño enajenado"». Posteriorment, esmentava a dues figures de la poesia espanyola: d'una banda Francisco de Quevedo i d'altra Luis de Góngora y Argote, evident en l'adjectivació «gongorino» d'un dels sonets publicats. No oblidava els ressons de San Juan de la Cruz en els últims versos del «Soneto de la carta»: «vivir en mi serena / noche del alma para siempre oscura».

### Amor oscuro
Una de les primeres qüestions que sorgeix en l'anàlisi dels sonets amorosos és el sentit de l'adjectiu oscuro. Una primera interpretació que es fa assenyala que, en parlar de l'amor oscuro, Lorca al·ludia a la naturalesa homosexual dels poemes. En la seva introducció a la publicació dels Sonetos del amor oscuro per ABC el 1984, Miguel García-Posada remetia per altra banda tant a la relació entre allò obscur i allò secret de l'amor, com al sofriment del poeta amant i a una vinculació amb la lírica de San Juan de la Cruz; es lamentava de la «abusiva simplificació» a què s'havia sotmès el concepte, «atorgant-li unes ressonàncies morboses, i encara mòrbides, que l'autor no hagués subscrit.»
García-Posada es referia així a la línia d'opinió oberta pels estudis de Jean-Louis Schonberg sobre Lorca, publicats el 1956 sota el títol Federico García Lorca. L'homme, l'oeuvre, on l'autor feia una interpretació homosexual de l'obra de Lorca i que va rebre fortes crítiques.
Sobre aquest tema va parlar Vicente Aleixandre amb el biògraf de Lorca Ian Gibson en una entrevista gravada el 1982, on negava l'exclusivitat de la connotació homosexual de l'amor oscuro; va dir que Lorca mai ho va afirmar expressament, tractant-se en general de l'«amor de la difícil passió, de la passió malmesa, de la passió obscura i dolorosa, no corresposta o mal viscuda, però no vol dir específicament que era amor homosexual.» Tot i això, Aleixandre no dubtava que Lorca tingués al cap una persona concreta i masculina durant el procés de composició dels poemes. En resposta a la publicació dels Sonetos del amor oscuro a l'ABC, va manifestar la seva sorpresa per com s'evitava acuradament esmentar la paraula «homosexual» en els articles escrits sobre el tema. Per al poeta, calia acceptar Lorca com a home sencer, i plantejava que no es pot comprendre la seva obra sense tenir en compte la seva homosexualitat.
També l'hispanista italià Carmelo Samonà assenyalava la "curiosa reticència» que es mostrava «des de les pàgines del diari madrileny. Per què? En 1984 és realment necessari defensar Lorca de si mateix?»
En el mateix sentit es pronunciava, després d'un estudi dels sonets, Víctor Infantes: «En (gairebé) tot el llegit sobre els Sonetos del amor oscuro s'evita acurada i cautelosament esmentar, suggerir, apuntar l'homosexualitat de García Lorca.» El mateix Gibson ha apuntat que aquesta elusió, en «els mals crítics de sempre» i «en certs lorquistes», pogués estar motivada en evitar problemes amb la família, per por que se'ls tanquessin «les portes de l'arxiu de la Fundació García Lorca».
Daniel Eisenberg conclou que, encara que Lorca pensés abordar un concepte més ampli i un títol més genèric per a la seva col·lecció de sonets, el sentit «comunament admès» sobre els poemes amorosos, els que ell va anomenar Sonetos del amor oscuro, continua sent correcte. A això no escapa, segons Eisenberg, la comparació que va fer el mateix Lorca del seu llibre amb els Sonets de Shakespeare (amb una àmpliament divulgada implicació homosexual) o la menció de Mario Hernández a Paul Verlaine com a referent per al títol Jardín de los sonetos.

### Erotisme i èxtasi

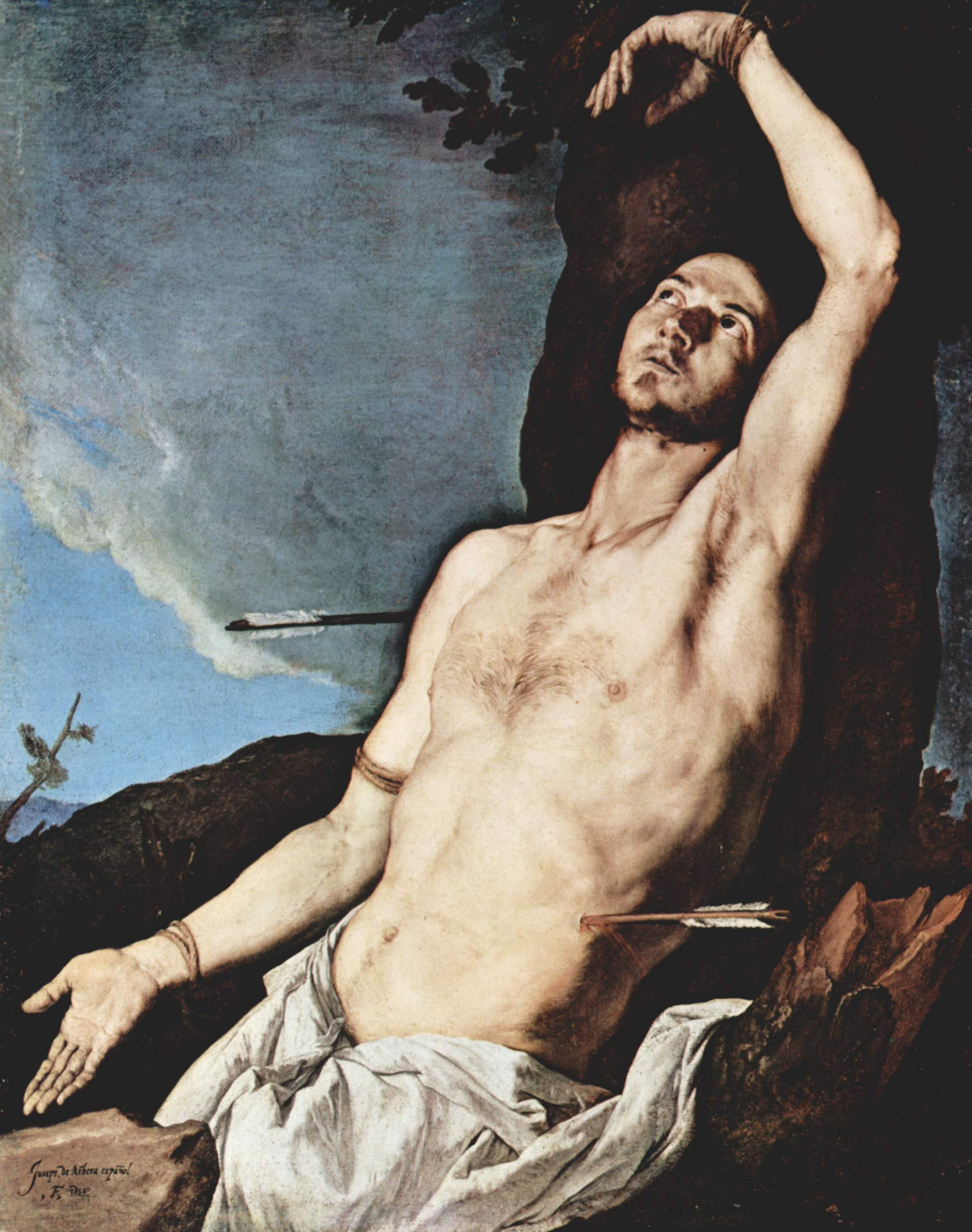
San Sebastián (1651), de José de Ribera. La imatge del sant com effeminatus s'ha arribat a convertir en un mite homoeròtic que fascinava tant a Lorca com Salvador Dalí, una mena de «llenguatge privat de la sexualitat» entre els dos artistes, segons revela la seva correspondència.

Uta Felten assenyala que, com succeeix en el Divan del Tamarit, «sang, èxtasi, desig, dolor, violència i martiri» són els temes al voltant dels quals giren els Sonetos del amor oscuro. Cita en aquest sentit el «Soneto de la guirnalda de rosas», on el «jo líric» es mostra com un màrtir eròtic:
| « | Goza el fresco paisaje de mi herida, quiebra juncos y arroyos delicados. Bebe en muslo de miel sangre vertida. | » |

Apareix de nou el simbolisme de la sang en «Noche del amor insomne»:
| « | La aurora nos unió sobre la cama, las bocas puestas sobre el chorro helado de una sangre sin fin que se derrama. | » |

O s'esquinça les venes en «Soneto de la carta» («El poeta pide a su amor que le escriba»), en una rèplica eròtica de la mística de San Juan de la Cruz que, per les imatges del cos ferit que s'ofereix l'estimat, remet també a la llegenda del martiri de Sant Sebastià:
| « | Pero yo te sufrí, rasgué mis venas, tigre y paloma, sobre tu cintura en duelo de mordiscos y azucenas. | » |

Aquesta lectura de l'"amor fosc" condueix a una referència intertextual de San Juan de la Cruz i la seva famosa «Noche oscura», esmentada per García-Posades en la seva introducció als poemes. Incideix en ella també Uta Felten, assenyalant la intertextualitat entre ambdós autors, evident en «El poeta pide a su amor que le escriba» o en «Soneto de la guirnalda de rosas», dient que Lorca «recorreix al fenomen de la concòrdia discorsper posar en escena la "dolorosa voluptuositat", el dolç dolor de l'experiència mística.» En el vers «Goza el fresco paisaje de mi herida», del «Soneto de la guirnalda de rosas», Felten hi interpreta una referència «a la "ferida feliç", al dolç dolor de l'experiència mística»; la imatge del lliri (azucena) que tanca «El poeta pide a su amor que le escriba» remet de nou a la «Noche oscura», que acaba amb el vers «entre azucenas olvidado», així com al Càntic dels Càntics, on la imatge del lliri manté una càrrega eròtica i sexual intrínseca i alhora, a causa de la transformació al diví de l'obra, es va convertir en una imatge clau del llenguatge místic.

### La mort
Jenaro Talens troba, en la poesia de Lorca, un recorregut que parteix d'una primera etapa vitalista que s'elevava «sobre l'expressió de sensacions i la voluntat de transmetre-les», des Libro de poemas fins al Romancero gitano, passant per la violència de Poeta en Nueva York, que ho feia «sobre un desig de coneixement» i que Talens considera com un «punt de no retorn» en l'obra de lorca, que el condueix fins a la seva poesia de l'últim període, la «lucidesa de la tragèdia» que, en el Divan del Tamarit o els Sonetos, es recolza en «l'assumpció tràgica que ambdós procediments condueixen a un mateix lloc: la mort».
En el sonet «A Mercedes en su vuelo», de juny de 1936, dedicat a la filla dels comtes de Yebes, que va morir poc després que els seus pares fessin arribar el seu àlbum al poeta,
Talens diu que el poeta assumeix que el seu treball no és sinó un producte inútil de la seva impotència i la seva malenconia:
| « | Canta ya por el aire sin cadena la matinal fragante melodía monte de luz y llaga de azucena. Que nosotros aquí de noche y día haremos en la esquina de la pena una guirnalda de melancolía. | » |

## Recepció i crítica
L'hispanista nord-americà Daniel Eisenberg llista i estudia, a l'article «Reaction to the Sonets de l'amor fosc» (Reacció als Sonets de l'amor fosc), els comentaris publicats l'any que va seguir la publicació dels poemes, tant la inicial clandestina com la subsegüent autoritzada. Assenyala que es va tractar d'un esdeveniment literari de gran magnitud i que la considerable reacció en la premsa espanyola i estrangera va ser «alhora fascinant i instructiva sobre els assumptes lorquians».
Diu Eisenberg que, després de la publicació clandestina dels Sonetos del amor oscuro el 1983, la premsa i els mitjans espanyols van mostrar el seu suport a l'edició, agraint què s'hagueren fet públics. Fernando Lázaro Carreter agraïa l'edició, «no es queixi ara qui va poder fer-la abans i no la va fer»; Vicente Aleixandre aprovava que «l'editor anònim» els hagués donat a conèixer, José Luis Cano la va considerar una «petita joia»; Francisco Ayala descartava el qualificatiu de "pirata", considerant-la «una ofrena anònima i desinteressada a la memòria immortal del poeta»; Álvaro Salvador incidia en la injustícia de no haver disposat abans dels sonets, «durant tants anys segrestats per odi, intolerància i por» i en la «felicíssima idea» que una mà anònima els hagués deixat «volar lliurement».
Els comentaris sobre els Sonetos del amor oscuro celebraven àmpliament la seva «bellesa immortal», i els qualificaven de «bellíssims», «impressionants», «esplèndids», «sorprenents» o «meravellosos», «poemes perfectes, nets, terriblement encesos per l'amor, magistrals en el seu classicisme i en la seva finor ». Es destacava la seva posició a la poesia de Lorca («els més bonics i valents poemes que escrivís Federico») i dins la història de la poesia espanyola: Mauro Armiño els entroncava amb «la millor lírica des Garcilaso»; García-Posada els comparava «amb San Juan de la Cruz o Quevedo».
Tot i això, també han tingut crítiques més negatives; Francisco Javier Díez de Revenga va qüestionar la novetat i l'assoliment literari dels sonets lorquians. Jutjava que els sentiments expressats en els poemes eren d'alguna manera estereotipats, assenyalant tant el deute amb les imatges i temes de Poeta en Nueva York (el que va interpretar com un «signe de dubte o incertitud» del poeta) com el fet que es tracta de primers esborranys.
A causa de la reticència de la família del poeta a publicar-los, els poemes eren donats per perduts per experts i estudiosos fins a la seva publicació. Es va criticar fortament la «censura i ocultació» dels manuscrits, ja fos per evitar l'escàndol i ocultar l'homosexualitat de Lorca o per motivacions econòmiques. Eisenberg destaca el comentari del traductor al francès dels sonets, André Belamich, que va dir: «Em resulta difícil comprendre que no hagin volgut publicar aquests poemes fins ara. La família és molt discreta i pot ser que hagi tingut por de donar a conèixer aquesta part de la personalitat de Federico, però crec que amb això han contribuït a alimentar la llegenda, una llegenda per a la qual no hi havia motiu perquè es tracta d'uns poemes bellíssims i púdics. […] en el conjunt de l'obra oculta de Lorca hi ha poemes esglaiadors de la vida que no va poder tenir, de la persona que no va poder estimar i dels fills que no va poder abraçar.»